# Storeidet
Storeidet (norwegisch für Große Landbrücke) ist ein markanter Bergsattel im ostantarktischen Königin-Maud-Land. Im Alexander-von-Humboldt-Gebirge des Wohlthatmassivs liegt er 5,5 km westlich der Eidshaugane.
Teilnehmer der Deutschen Antarktischen Expedition 1938/39 unter der Leitung des Polarforschers Alfred Ritscher entdeckten und fotografierten ihn aus der Luft. Norwegische Kartographen, die ihn auch benannten, kartierten ihn anhand von Vermessungen und Luftaufnahmen der Dritten Norwegischen Antarktisexpedition (1956–1960).